# 奥茨贝格
奥茨贝格是德国黑森州达姆施塔特-迪堡县的一个市镇。总面积41.95平方公里，总人口6345人，其中男性3177人，女性3168人（2011年12月31日），人口密度151人/平方公里。